# Raedersheim
Raedersheim je občina v departmaju Haut-Rhin francoske regije Alzacija.
Leta 1990 je v občini živelo 807 oseb oz. 142 oseb/km².